# Rhadinosa yunnanica
Rhadinosa yunnanica es una especie de insecto coleóptero de la familia Chrysomelidae.
Fue descrita científicamente en 1962 por Chen & Sun.